# Rhinau
Rhinau település Franciaországban, Bas-Rhin megyében. Lakosainak száma 2699 fő (2022. január 1.). Rhinau Boofzheim, Daubensand, Diebolsheim, Friesenheim, Obenheim és Sundhouse községekkel határos.

## Népesség
A település népessége az elmúlt években az alábbi módon változott:
| Lakosok száma | 2756 | 2735 | 2745 | 2698 | 2681 | 2670 | 2651 | 2675 | 2699 |
|               | 2013 | 2015 | 2016 | 2017 | 2018 | 2019 | 2020 | 2021 | 2022 |